# Liste der Kulturdenkmäler in Hamburg-Lurup
Die Liste der Kulturdenkmäler in Hamburg-Lurup enthält die in der Denkmalliste ausgewiesenen Denkmäler auf dem Gebiet des Stadtteils Lurup der Freien und Hansestadt Hamburg.
Basis ist der Datensatz Denkmalliste Hamburg auf dem Transparenzportal Hamburg. Dieser enthält alle Objekte, die rechtskräftig nach dem Hamburger Denkmalschutzgesetz vom 5. April 2013 unter Denkmalschutz stehen (§ 6 Abs. 1 DSchG HA) oder zumindest zeitweise standen. Die Denkmalliste steht auch als PDF-Dokument zur Verfügung. Alle Denkmäler in Lurup, die schon nach dem Denkmalschutzgesetz vom 3. Dezember 1973, zuletzt geändert am 27. November 2007, unter Denkmalschutz standen, sind auch auf der Liste der Kulturdenkmäler im Hamburger Bezirk Altona zu finden.

## Legende
- ID: Gibt die vom Denkmalschutzamt Hamburg vergebene Objekt-ID (Identifikationsnummer) des Kulturdenkmals an, (in Klammern gegebenenfalls die Denkmalnummer nach altem Denkmalschutzgesetz).
- Adresse: Nennt den Straßennamen und, wenn vorhanden, die Hausnummer des Kulturdenkmals. Die Grundsortierung der Liste erfolgt nach dieser Adresse.
- Art: Zeigt an, ob es ein Objekt („O“) oder ein Ensemble („E“) ist.
- Datierung: Gibt die Datierung an; das Jahr der Fertigstellung bzw. den Zeitraum der Errichtung.
- Ensemble: Gibt die Nummer des Ensembles an, zu der das Objekt gehört, bzw. bei Ensembles die Nummer des Ensembles selbst.

Hinweis: Die Grundsortierung der Liste erfolgt nach der Adresse und ist alternativ nach ID, Art (Objekt oder Ensemble), Typ, Datierung, Entwurf oder Kurzbeschreibung sortierbar.

| ID           | Adresse | Art | Typ | Kurzbeschreibung                                                                          | Datierung                   | Entwurf                                                                          | Ensemble | Bild           |
| ------------ | --- | --- | --- | ----------------------------------------------------------------------------------------- | --------------------------- | -------------------------------------------------------------------------------- | -------- | -------------- |
| 15299        | Bornheide o. Nr. (Lage) | O   | Kunst am Bau | Bronzeplastik                                                                             | 1968                        | Belling, Rudolf                                                                  |          | BW             |
| 17341        | Bornheide o. Nr. (Lage) | O   | Kunst am Bau | Bronze „Möwenkampf“                                                                       | 1970                        | Ufer, Johannes                                                                   |          |                |
| 17331        | Böttcherkamp südlich von Nr. 107 (Lage)                                                                                            | O   | Kunst am Bau | Bronze „Spielende Kinder“                                                                 | 1968                        | Lehrmann-Amschler, Vilma                                                         |          | weitere Bilder |
| 17342        | Eckhoffplatz westlich von Nr. 10/12 (Lage)                                                                                         | O   | Plastik | Bronze „Reifenspieler“, nicht mehr vorhanden                                              | 1966                        | Böhlig, Henrik                                                                   |          | weitere Bilder |
| 30467        | Elbgaustraße 136, 138, 140 (Lage)                                                                                                  | E   | | Kirche Zu den zwölf Aposteln                                                              |                             |                                                                                  | 30467    | weitere Bilder |
| 29050        | Elbgaustraße 136, 138 (Lage) | O   | Pastorat/Konfirmandensaal |                                                                                           | 1962–1963                   | Hermkes, Bernhard/Becker, Gerhart                                                | 30467    | BW             |
| 15302        | Elbgaustraße 140 (Lage) | O   | Kirchengebäude | Kirche Zu den Zwölf Aposteln                                                              | 1957–1958; 1962–1963 (Turm) | Kraft, Friedrich; Hermkes, Bernhard/Becker, Gerhart (1962–1963)                  | 30467    |                |
| 17340        | Lüdersring 91 (Lage) | O   | Kunst am Bau | Plastik „Vegetatives Wachsen“                                                             | 1968                        | Luckey, Klaus-Jürgen                                                             |          | weitere Bilder |
| 17339        | Elbgaustraße Ecke Spreestraße (Lage)                                                                                               | O   | Kunst am Bau | Zwei Kreisscheiben                                                                        | 1972                        | Würtz, Peter                                                                     |          | weitere Bilder |
| 17338        | Fahrenort o. Nr. (Lage) | O   | Kunst am Bau | Bronze „Faune“                                                                            | 1959                        | Querner, Ursula                                                                  |          | BW             |
| 17337        | Fahrenort vor Nr. 108 (Lage) | O   | Kunst am Bau | Bronze „Flügelsäule“                                                                      | 1959                        | Hartung, Karl                                                                    |          | weitere Bilder |
| 30466        | Flurstraße 1, 3, 3a, 3b, südlich von Nr. 3, Luruper Hauptstraße 155, 163, 165, nordwestlich von Nr. 165, an der Straßenecke (Lage) | E   | | Auferstehungskirche Lurup                                                                 |                             |                                                                                  | 30466    |                |
| 17328        | Flurstraße 1 (Lage) | O   | Gemeindehaus |                                                                                           | 1953/54                     | Hopp & Jäger (Hopp, Bernhard/Jäger, Rudolf)                                      | 30466    | BW             |
| 17327        | Flurstraße 3 (Lage) | O   | Kirchturm; Einfriedung | Auferstehungskirche                                                                       | 1953/54                     | Hopp & Jäger (Hopp, Bernhard/Jäger, Rudolf)                                      | 30466    | BW             |
| 17326        | Flurstraße 3a (Lage) | O   | Kirchengebäude; Einfriedung | Auferstehungskirche                                                                       | 1953/54                     | Hopp & Jäger (Hopp, Bernhard/Jäger, Rudolf)                                      | 30466    | BW             |
| 17325        | Flurstraße 3b (Lage) | O   | Kirchengebäude/Kirchturm; Einfriedung                                                                                           | Auferstehungskirche                                                                       | 1953/54                     | Hopp & Jäger (Hopp, Bernhard/Jäger, Rudolf)                                      | 30466    | BW             |
| 15298        | Flurstraße Ecke Luruper Hauptstraße (Lage)                                                                                         | O   | Kriegerdenkmal (Kriegerdenkmal 1914/18) (Denkmalanlage aus verklinkerter Stele mit Erinnerungstafeln und umfassenden Mäuerchen) | Kriegerdenkmal Lurup                                                                      | 1935                        | Imbek                                                                            |          |                |
| 17464        | Flurstraße südlich von Nr. 3 (Lage)                                                                                                | O   | Kirchengebäude (Kirchensaal); Einfriedung                                                                                       | Auferstehungskirche                                                                       | 1953/54                     | Hopp & Jäger (Hopp, Bernhard/Jäger, Rudolf)                                      | 30466    | BW             |
| 17335        | Goldhähnchenstieg o. Nr. (Lage) | O   | Kunst am Bau | Bronze „Gazelle“                                                                          | 1965                        | Weidl, Seff                                                                      |          | weitere Bilder |
| 29431        | Jevenstedter Straße 111 (Lage) | O   | Kirche | Kirche St. Jakobus mit Gemeindezentrum                                                    | 1969–71                     | Bunsmann, Walter/Rau, Jörn/Scharf, Paul Gerhard                                  |          |                |
| 17323        | Kleiberweg 115 am Rand der Auffahrt unmittelbar westlich des Gebäudes Nr. 115c (Lage)                                              | O   | Denkmal, Gedenkstein | Gedenkstein für die Opfer des Nationalsozialismus                                         | 1979/80                     |                                                                                  |          |                |
| 29432 (1477) | Luruper Hauptstraße 106 (Lage) | O   | Verwaltungsgebäude (Gewerbebetrieb)                                                                                             | Verwaltungsgebäude Norddeutsche Schleifmittel-Industrie Christiansen & Co. Lurup (Hermes) | 1936; 1955                  | Speckbötel, Last & Beecken (Speckbötel, Theodor/Last, Friedrich/Beecken, Walter) |          |                |
| 15301        | Luruper Hauptstraße 132 (Lage) Q108771846                                                                                          | O   | Schule (Dorfschule) |                                                                                           | 1822/23                     | Nicht ermittelbar                                                                |          | weitere Bilder |
| 17330        | Luruper Hauptstraße 155 (Lage) | O   | Gemeindehaus |                                                                                           | 1969                        | Matthaei, Joachim/Elschner, Albrecht                                             | 30466    |                |
| 12028        | Luruper Hauptstraße 163 (Lage) | O   | Wohngebäude |                                                                                           | 1953/54                     | Hopp & Jäger (Hopp, Bernhard/Jäger, Rudolf)                                      | 30466    |                |
| 17329        | Luruper Hauptstraße 165 (Lage) | O   | Wohngebäude |                                                                                           | 1953/54                     | Hopp & Jäger (Hopp, Bernhard/Jäger, Rudolf)                                      | 30466    |                |
| 15300        | Luruper Hauptstraße am Spielplatz, auf Höhe von Nr. 52 (Lage)                                                                      | O   | Denkmal | Gedenkstein für Willi Hagen                                                               | 20. Jh., 3. Viertel         |                                                                                  |          |                |
| 15303        | Luruper Hauptstraße nordwestlich von Nr. 165, an der Straßenecke (Lage)                                                            | O   | Gemeindehaus |                                                                                           | 1953/54                     | Hopp & Jäger (Hopp, Bernhard/Jäger, Rudolf)                                      | 30466    |                |
| 17334        | Lüttkamp o. Nr. (Lage) | O   | Kunst am Bau, Freiplastik (in Grünanlage)                                                                                       | Bronze „Weiblicher Akt“                                                                   | 1957                        | Haeger, Barbara                                                                  |          | weitere Bilder |
| 17333        | Lüttkamp östlich Nr. 137a, Ecke Elbgaustraße (Lage)                                                                                | O   | Kunst am Bau, Freiplastik (in Grünanlage)                                                                                       | Bronze „Stier“                                                                            | 1957                        | Weidl, Seff                                                                      |          | weitere Bilder |
| 17332        | Morgenröteweg o. Nr. (Lage) | O   | Kunst am Bau |                                                                                           | 1972                        | Matschinsky-Denninghoff, Brigitte/Matschinsky-Denninghoff, Martin                |          | weitere Bilder |
| 17090        | Netzestraße o. Nr. (Lage) | O   | Kunst am Bau | Bronze „Große Marina“                                                                     | 1962                        | Seitz, Gustav                                                                    |          | weitere Bilder |
| 31260        | Ohlestraße 48, 50, 52a, 52b, 52c (Lage)                                                                                            | E   | | Ohlestraße 48, 50, 52a, 52b, 52c                                                          |                             |                                                                                  | 31260    | BW             |
| 19018        | Ohlestraße 48 (Lage) | O   | Einfamilienreihenhaus |                                                                                           | 1960/1965, um               | Hermkes, Bernhard (Büro)                                                         | 31260    | BW             |
| 19019        | Ohlestraße 50 (Lage) | O   | Einfamilienreihenhaus |                                                                                           | 1960/1965, um               | Hermkes, Bernhard (Büro)                                                         | 31260    | BW             |
| 19020        | Ohlestraße 52a (Lage) | O   | Einfamilienreihenhaus |                                                                                           | 1960/1965, um               | Hermkes, Bernhard (Büro)                                                         | 31260    | BW             |
| 19021        | Ohlestraße 52b (Lage) | O   | Einfamilienreihenhaus |                                                                                           | 1960/1965, um               | Hermkes, Bernhard (Büro)                                                         | 31260    | BW             |
| 19022        | Ohlestraße 52c (Lage) | O   | Einfamilienreihenhaus |                                                                                           | 1960/1965, um               | Hermkes, Bernhard (Büro)                                                         | 31260    | BW             |
| 15308        | Ohlestraße o. Nr. (Lage) | O   | Kunst am Bau | Bronze „Vogelgruppe“                                                                      | 1962                        | Bechteler, Christoph                                                             |          | BW             |
| 17344        | Randowstraße in der Grünanlage gegenüber von Nr. 14 (Lage)                                                                         | O   | Denkmal, Gedenkstein | Gedenkstein für die Opfer des KZ Eidelstedt                                               | 1985                        |                                                                                  |          |                |
| 15306        | Recknitzstraße o. Nr. (Lage) | O   | Kunst am Bau | Plastik „Zwischen zwei Welten“                                                            | 1959                        | Lardera, Berto                                                                   |          | BW             |
| 29433        | Spreestraße 25 (Lage) | O   | Kraftwerksanlage [Kesselhaus; Schornstein]                                                                                      | Siedlungskraftwerk mit Kesselhaus und freistehendem Schornstein                           | 1962                        | Freie und Hansestadt Hamburg (mit Hamburger Gaswerken)                           |          |                |
| 15305        | Spreestraße o. Nr. (Lage) | O   | Kunst am Bau | Plastik „Sitzender“                                                                       | 1966                        | Kütemeier, Klaus                                                                 |          | weitere Bilder |
| 17336        | Spreestraße westlich von Nr. 25, Ecke Franzosenkoppel (Lage)                                                                       | O   | Kunst am Bau | Bronze „Paar auf Pferd“                                                                   | 1962                        | Engel, Karl-Heinz                                                                |          | BW             |
| 15304        | Swatten Weg o. Nr. (Lage) | O   | Kunst am Bau | Bronze „Mädchengruppe“                                                                    | 1959                        | Opfermann, Karl                                                                  |          | weitere Bilder |
| 17097        | Ueckerstraße o. Nr. (Lage) | O   | Kunst am Bau | Bronze „Ballspieler“                                                                      | 1974                        | Brandes, Gerhard                                                                 |          | weitere Bilder |
| 17098        | Ueckerstraße o. Nr. (Lage) | O   | Kunst am Bau | Bronze „Knieende“                                                                         | 1962                        | Frielinghaus, Hans-Joachim                                                       |          | weitere Bilder |